# Parapaguridae
Parapaguridae é uma família de crustáceos marinhos da infraordem Anomura típicos das grandes profundidades. Em vez de utilizarem como abrigo conchas de gastrópode vazias, como ocorre na maioria dos restantes Paguroidea, transportam colónias de anémonas ou zoantideos. Alguns géneros, como Bivalvopagurus e Tylaspis, não habitam conchas.

## Géneros
A família Parapaguridae inclui os seguintes géneros:
- Bivalvopagurus Lemaitre, 1993
- Oncopagurus Lemaitre, 1996
- Paragiopagurus Lemaitre, 1996
- Parapagurus Smith, 1879
- Probeebei Boone, 1926
- Strobopagurus Lemaitre, 1989
- Sympagurus Smith, 1883
- Tsunogaipagurus Osawa, 1995
- Tylaspis Henderson, 1885
- Typhlopagurus de Saint Laurent, 1972